# GD Estoril Praia
Grupo Desportivo Estoril Praia  je portugalský fotbalový klub z obce Estoril. Byl založen v roce 1939 a své domácí zápasy hraje na Estádio António Coimbra da Mota, který pojme 5 015 diváků.
Díky pátému místu v sezóně 2012/13 portugalské ligy měl klub poprvé v historii možnost hrát evropský pohár. V předkole Evropské ligy 2013/14 vyřadil izraelský Hapoel Ramat Gan a rakouský FC Pasching a probojoval se tak do základní skupiny H, kde vedle libereckého Slovanu narazil na německý SC Freiburg a španělskou Sevillu. Ve skupině skončil se ziskem 3 bodů na posledním čtvrtém místě a do jarních vyřazovacích bojů nepostoupil.

## Účast v evropských pohárech
| Ročník  | Soutěž        | Kolo               | Soupeř              | Doma | Venku | Celkem | Postup             |
| ------- | ------------- | ------------------ | ------------------- | ---- | ----- | ------ | ------------------ |
| 2013/14 | Evropská liga | 3. předkolo        | Hapoel Ramat Gan FC | 0:0  | 1:0   | 1:0    | postup             |
| 2013/14 | Evropská liga | play-off předkolo  | FC Pasching         | 2:0  | 2:1   | 4:1    | postup             |
| 2013/14 | Evropská liga | základní skupina H | Sevilla FC          | 1:2  | 1:1   |        | vyřazen (4. místo) |
| 2013/14 | Evropská liga | základní skupina H | SC Freiburg         | 0:0  | 1:1   |        | vyřazen (4. místo) |
| 2013/14 | Evropská liga | základní skupina H | FC Slovan Liberec   | 1:2  | 1:2   |        | vyřazen (4. místo) |
| 2014/15 | Evropská liga | základní skupina E | PSV Eindhoven       | 3:3  | 0:1   |        | vyřazen (3. místo) |
| 2014/15 | Evropská liga | základní skupina E | Panathinaikos FC    | 2:0  | 1:1   |        | vyřazen (3. místo) |
| 2014/15 | Evropská liga | základní skupina E | FK Dynamo Moskva    | 1:2  | 0:1   |        | vyřazen (3. místo) |

## Úspěchy
- 1× finalista portugalského fotbalového poháru (1943/44)[7]

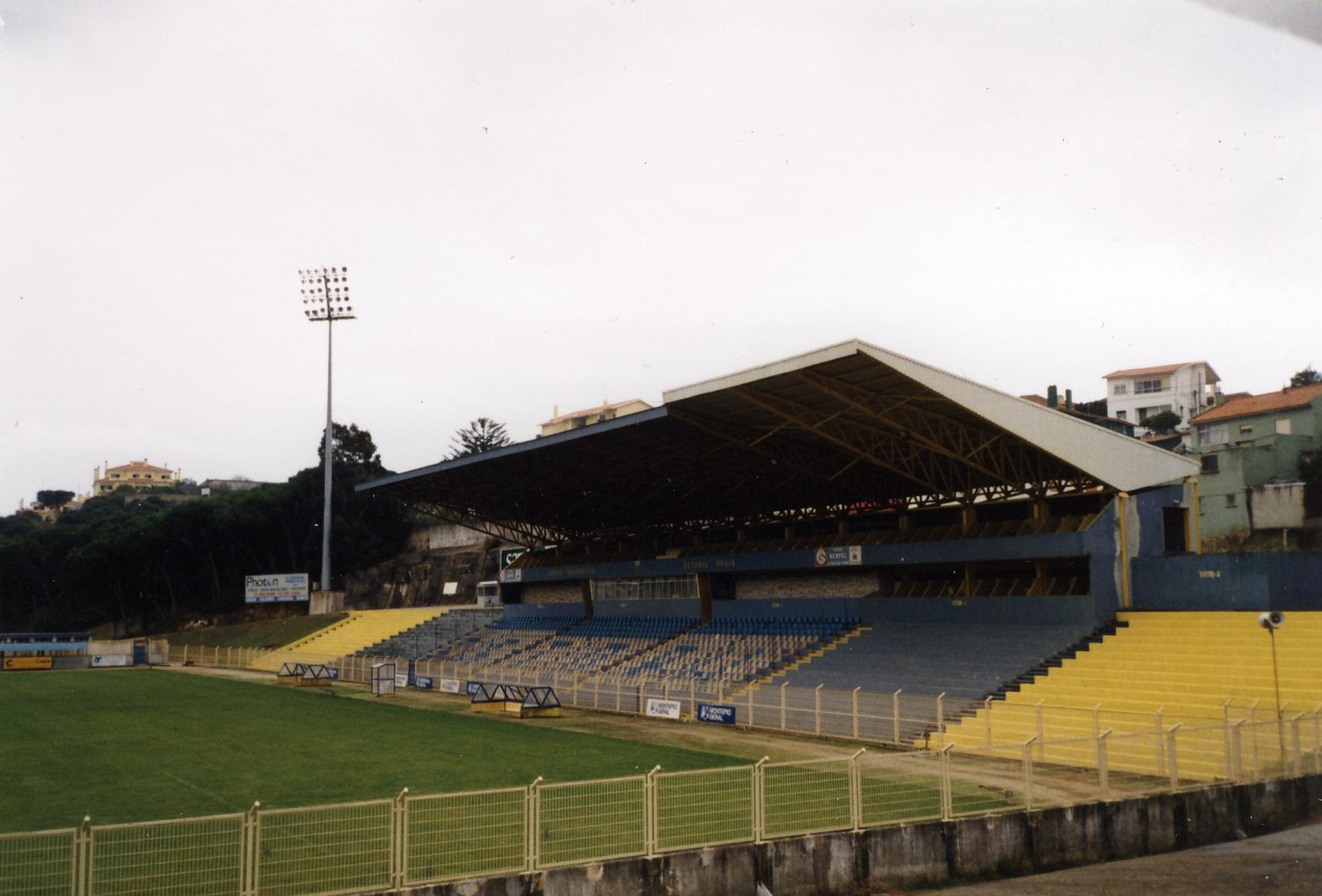
Klubový stadión